# Zucchiniblüte

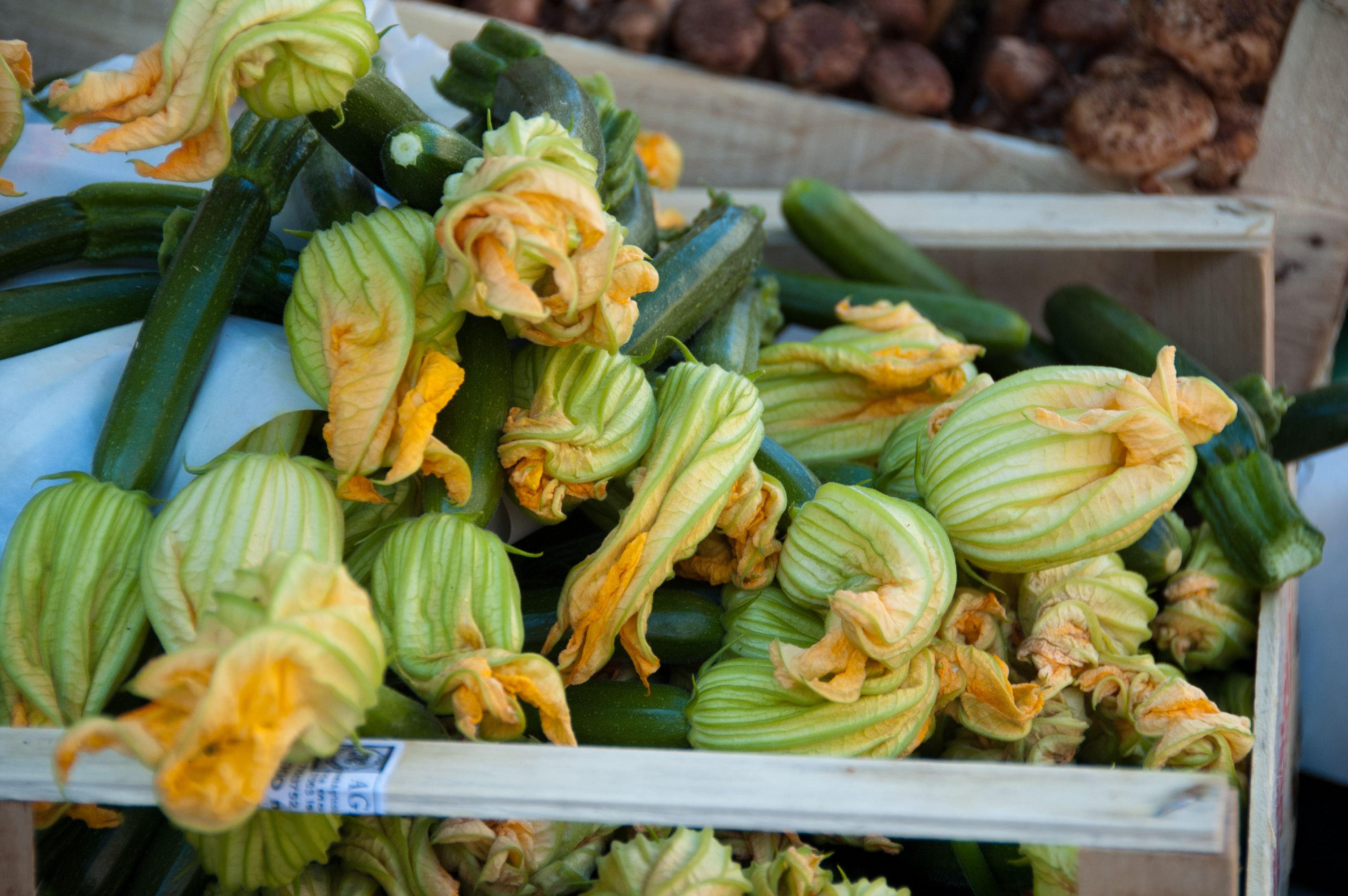
Baby-Zucchini mit den Blüten im Verkauf

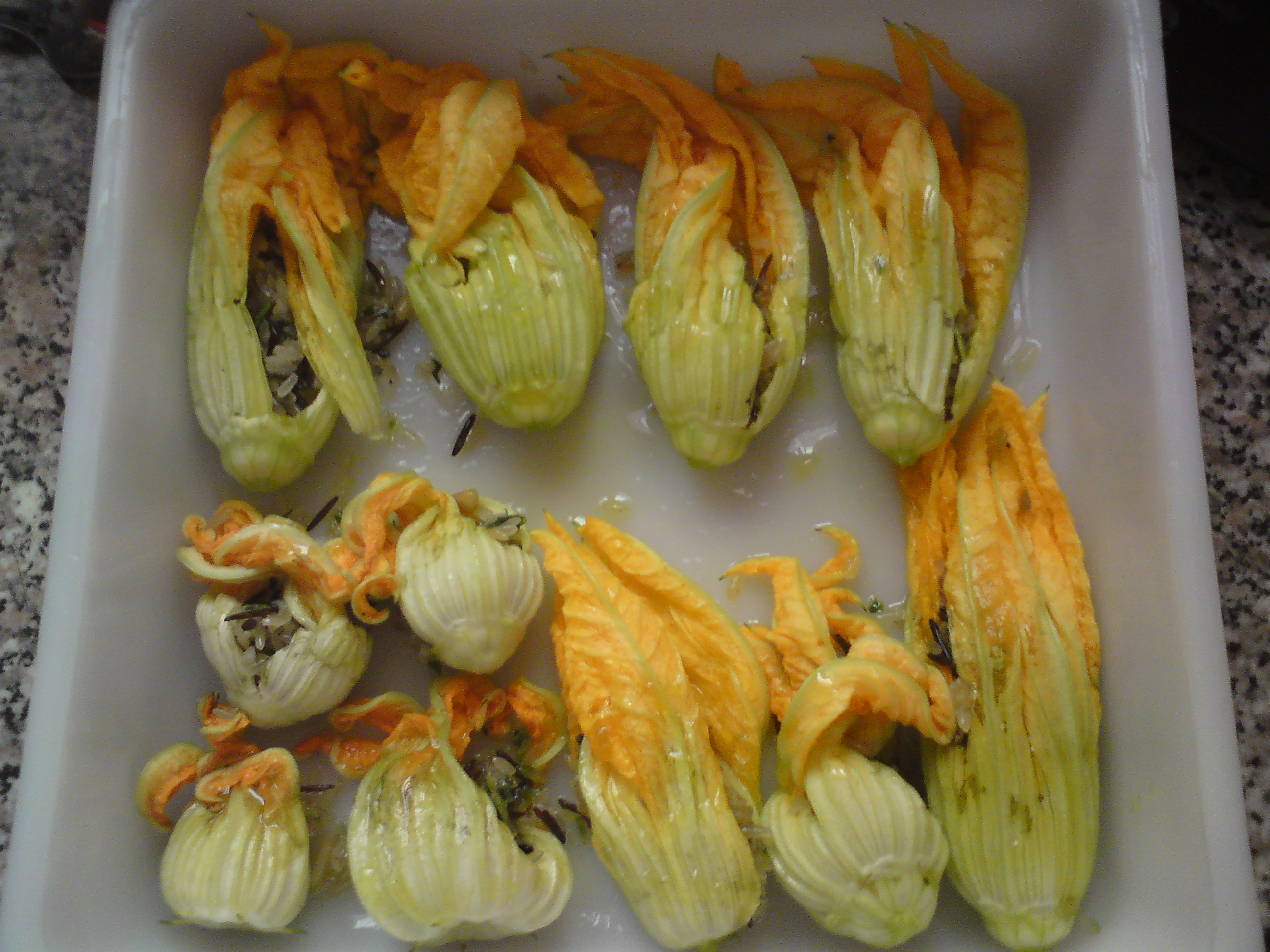
Griechische gefüllte Zucchiniblüten

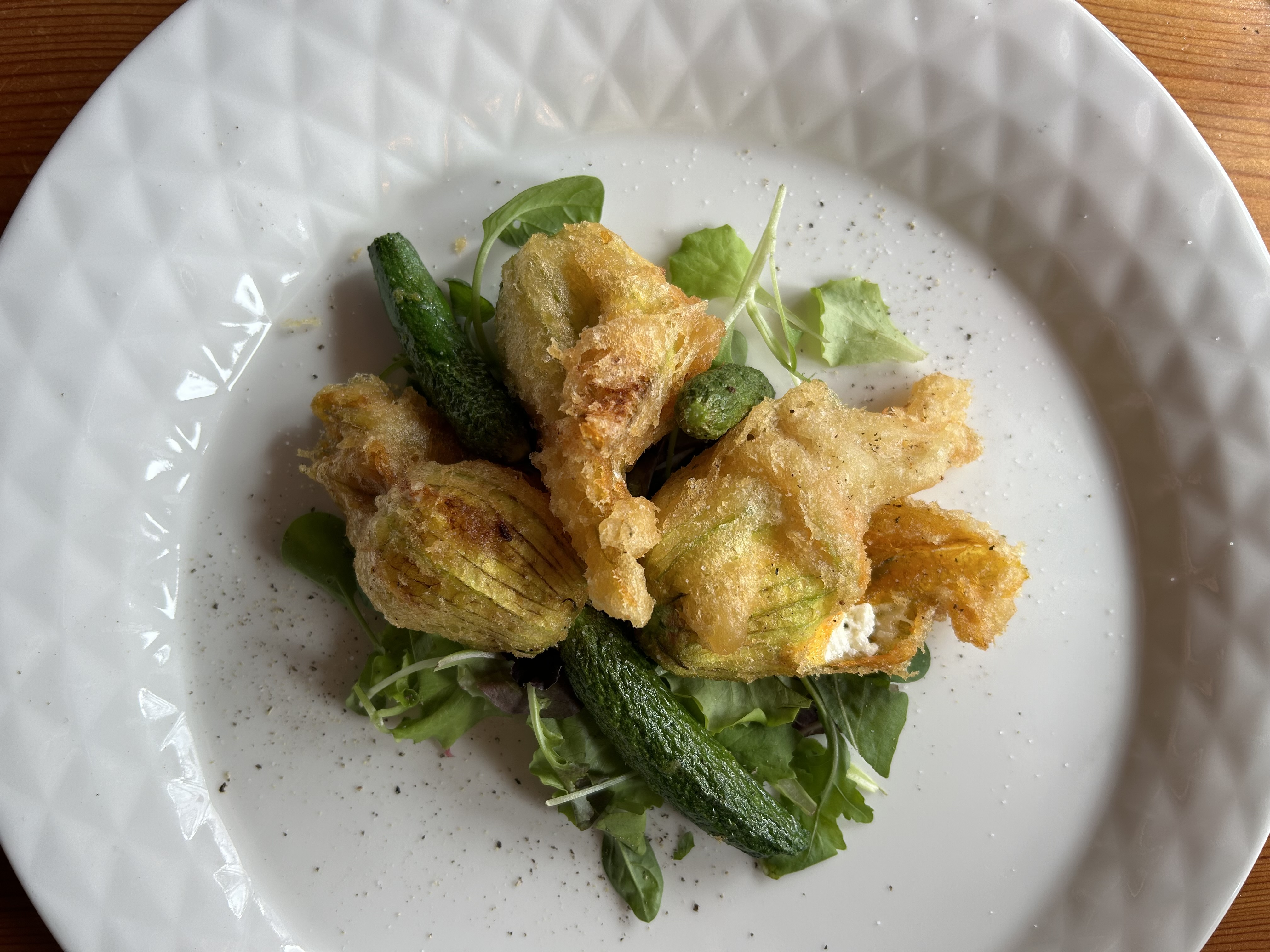
Frittierte Zucchiniblüten

Zucchiniblüten sind die Blüten der Zucchini, einer Unterart der Kürbisse. Sie sind essbar. Es gibt männliche und weibliche Blüten, beide Arten können zubereitet werden.

## Beschreibung
Die Zucchiniblüten entspringen einzeln aus den Achsen der handförmig gelappten Blättern der Pflanze. Die großen Blüten haben eine zylindrige Form und sind gelb. Weibliche Zucchiniblüten wachsen direkt an der Basis der Pflanze, sie haben kein Stamen. Die männlichen Zucchiniblüten hingegen haben in ihrer Mitte dick mit Pollen bedeckte Stamina, und im Unterschied zu den weiblichen Blüten wachsen sie an einem langen Stängel, der mitverwendet werden kann.

## Verwendung
Zucchiniblüten werden neben den Früchten ebenfalls in der Küche verwendet. Verschieden gefüllt und gedünstet, oder ungefüllt ausgebacken, eignen sie sich als warme Vorspeise oder als Zwischengericht. Die Verwendung von Zucchiniblüten in herzhaften Gerichten ist in Europa bekannt, italienischstämmige Amerikaner haben gefüllte Zucchiniblüten auch in den USA populär gemacht.

## Zubereitung
Zucchiniblüten werden geöffnet und der Blütenstempel entfernt. Für gefüllte Zucchiniblüten kommen verschiedene Massen in Frage (Hackfleisch, vegetarisch, vegan oder auch mit Fischfarce). Die Blütenblätter werden rundherum an die Hackmasse angedrückt, dann in einer abgedeckten Kasserolle mit wenig Brühe gedünstet.
Eine andere Methode ist das Frittieren. Die vorbereiteten Zucchiniblüten werden einzeln in einen Ausbackteig getunkt und dann frittiert; sie werden als Hors d’oeuvre gereicht.
Ähnlich können ganz junge Zucchinifrüchte mit noch anhängender Blüte zubereitet werden; die Zucchiniblüten werden beispielsweise mit einer Füllung aus Meeresfrüchten gestopft und danach gedünstet (eventuell in einer Folie eingeschlagen, damit die gefüllte Blüte nicht beschädigt wird). In den USA sind die mit Anchovis und Mozzarella gefüllten und in einem dünnflüssigen Ausbackteig frittierten Zucchiniblüten durch die Italiener bekannt geworden.